# Nadia Negm
Nadia Negm, född 23 juli 1998, är en egyptisk roddare.
Negm tävlade för Egypten vid olympiska sommarspelen 2016 i Rio de Janeiro, där hon slutade på 24:e plats i singelsculler.